# Ricardo Medina Jr.
Ricardo Medina Jr. (Los Angeles, 2 de julho de 1977) é um ex-ator norte-americano de origem Porto-Riquenha, conhecido por interpretar Cole Evans, Ranger Vermelho de Power Rangers Força Animal.

## Carreira
Em 2005, participou do reality show Kept, comandado por Jerri Hall (ex-mulher de Mick Jagger), como um dos candidatos a "garoto" da apresentadora. Por suas atitudes polêmicas e pouco modestas no programa, ganhou a reputação de arrogante, prepotente e presunçoso. Tal reputação foi lembrada por alguns convidados da Power Morphicon de 2010 (como a atriz Jessica Rey, sua colega de elenco em Força Animal, e o produtor Scott Page-Pagter, que mencionou: "Imagine trabalhar com aquilo, todos os dias, por um ano."). Sobre tais rumores, em agosto de 2012, durante a Power Morphicon 3, Medina foi entrevistado pelo canal No Pink Spandex e revelou que de fato costumava ser arrogante e egocêntrico devido à sua criação, mas que a vida o fez amadurecer e que não mais age dessa maneira.
Em 2011, Ricardo voltou ao Power Rangers, interpretando o samurai Deker nas duas temporadas de Power Rangers: Samurai.

## Crime e prisão
O ator foi detido no início de fevereiro de 2015, nos EUA, acusado de assassinato. A acusação era de que ele teria assassinado um amigo, após uma discussão. No dia 16 de março de 2017, Medina confessou a autoria do crime, porém alegando que o mesmo fora cometido como legítima defesa. Duas semanas depois, ele foi condenado à 6 anos de prisão por assassinar, com uma espada, um amigo com quem dividia um apartamento. Em 2020, a pena foi reduzida e ele deixou a prisão.

## Filmografia
- 2012 - Power Rangers: Super Samurai.... Deker
- 2011 - Power Rangers: Samurai.... Deker
- 2008 - Parasomnia .... O Oficial
- 2006 - Bad Blood.... Mark
- 2005 - Confessions of a Pit Fighter.... David Castillo
- 2005 - Kept.... ele mesmo (quinto eliminado)
- 2004 - CSI: Miami.... Lance
- 2003 - ER: Plantão Médico.... Aidan Fenwick
- 2002 - Power Rangers Força Animal.... Cole Evans, Ranger Leão Vermelho